# Medicinhistoriska museet i Uppsala
Medicinhistoriska museet i Uppsala är ett svenskt arbetslivsmuseum i Ulleråkersområdet i Uppsala.
Medicinhistoriska museet i Uppsala ligger i en administrations- och bostadsbyggnad från år 1900 vid Eva Lagerwalls väg 8. Byggnaden ritades av Axel Kumlien och var en del av Ulleråkers sjukhus. Det tidigare Psykiatrihistoriska museet ingår i museet och dess samlingar upptar husets hela övervåning.
Museet visar Ulleråkers historia från 1811, föremål från folkmedicin, sjuksköterskehistoria från Sveriges första sjuksköterska Emmy Rappe som arbetade på Akademiska sjukhuset från dess öppnande 1867, kirurgiska instrument och medicinska apparater från 1600-talet och framåt. Ett rum är fyllt av föremål från farmaceutisk historia. Elisabet Dillners samling är deponerad till Medicinhistoriska museet.
Andra personer som presenteras på medicinhistoriska museet är Nils Rosén von Rosenstein, Karl Gustaf Lennander, Allvar Gullstrand och Robert Bárány.
Museet har omkring 700 kvadratmeter utställningsyta och drivs av Stiftelsen för det Medicinhistoriska museet, bland vars huvudmän finns bland andra den 1964 grundade Uppsala medicinhistoriska förening.